# IJzendoorn
IJzendoorn is een dorp en voormalige gemeente  aan de noordoever van de Waal. Sinds 2002 valt de plaats bestuurlijk onder de Nederlandse gemeente Neder-Betuwe in Gelderland.
De plaats ligt ingeklemd tussen drie belangrijke oost-westverbindingen: de Waal in het zuiden en de A15 en de Betuweroute in het noorden.

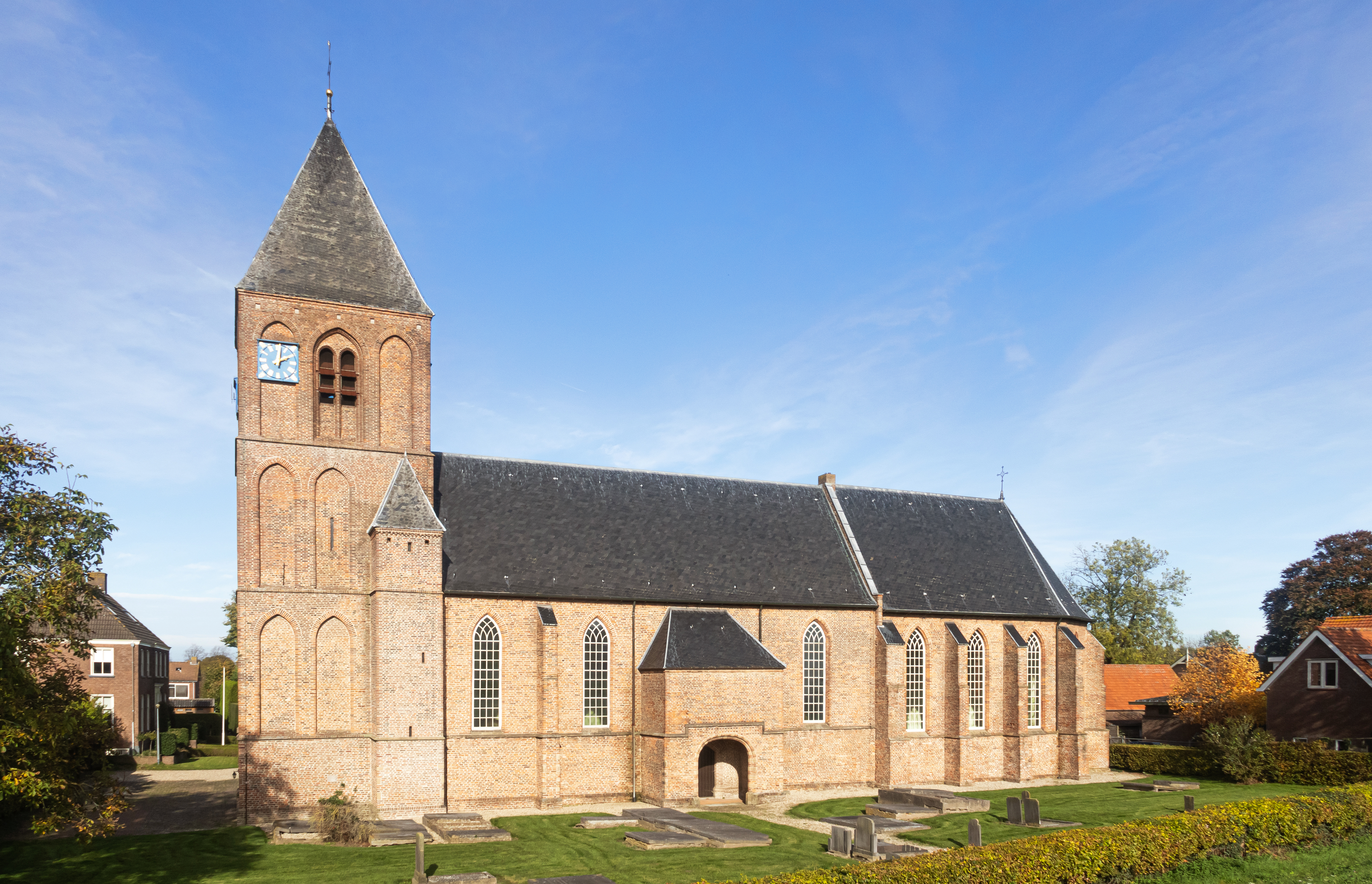
Catharinakerk, plaats van samenkomst voor de plaatselijke PKN-gemeente

## Geschiedenis
De naam IJzendoorn wordt voor het eerst vermeld rond 850/865 als Isaandra. De naam houdt mogelijk verband met een plaatselijke waterloop.
Gelijk de rivierarm tussen Opheusden en Kesteren lag er ook een rivierarm tussen IJzendoorn via Echteld in de richting van het Ommerenseveld. Bij het verlanding van deze rivier kwam naast de oude bedding een weg in gebruik. Dit is de latere Keizerstraat deels langs de Wijenburgsestraat naar de Medelsestraat en zo verder naar het noordwesten. Ook deze oude rivierloop zette een hoge oeverwal af waarop in de prehistorie mensen woonden. In IJzendoorn is de bekendste plaats ‘De Woerd’, gelegen even ten noorden van de Keizerstraat. Deze woerd is een langwerpige hoogte waarop nog heel veel materiaal uit de IJzertijd en uit de Romeinse tijd is te vinden. Ook liggen hier nogal veel brokken tufsteen en fragmenten van Romeinse dakpannen (Imbrex). Het lijkt er op dat hier in de Romeinse tijd een villa stond.

### Middeleeuwen
In 1281 kocht Rudolf II de Cock van Weerdenburg de goederen bij IJzendoorn over van Hendrik en Godfried van Ochten, waarschijnlijk als allodium. Zijn kleinzoon Willem kreeg op 11 november 1345 het kasteel IJzendoorn en het gerecht IJzendoorn in leen van hertog Reinoud III van Gelre. In 1384 werd de kapel verheven tot parochiekerk en werd gestart met de bouw van de huidige Catharinakerk.
In 1535 kwam de heerlijkheid IJzendoorn in handen van de familie Pieck, in 1628 aan het geslacht Vijgh. Hierna is het nog diverse malen van eigenaar gewisseld.
Het dorp kende naast het kasteel IJzendoorn ook nog De Hof te IJzendoorn, dat eeuwenlang in bezit is geweest van het geslacht Van Isendoorn.

### Zelfstandige gemeente
Vanaf 1810 vormde IJzendoorn een gemeente met de plaatsen Ochten en Echteld. In de jaren 1810-1811 heette deze de gemeente Ochten, tot 1818 de gemeente Echteld. Vanaf 1818 ging IJzendoorn verder als zelfstandige gemeente.
De gemeente IJzendoorn dankte zijn bestaan aan de eigenaren van de heerlijke rechten: de familie Van Tuyll van Serooskerken. De bestuurlijke inrichting na het vertrek van de Fransen in 1813 bood plaatselijke heren namelijk de mogelijkheid om hun voormalige heerlijkheid bestuurlijk zelfstandig te laten zijn. Hieraan waren in sommige gevallen wel kosten verbonden. Omdat zij hadden gekozen voor zelfstandigheid moesten de heren (of vrouwen) bijdragen in de kosten van het 'huishoudelijk bestuur' als hun heerlijkheid 'daartoe anders niet volkrijk genoeg was'. Dit was het geval met IJzendoorn. Naast het gewone aandeel van de heer in de hoofdelijke omslag van de gemeente als ingezetene, moest deze nog een extra quotum betalen. In IJzendoorn was het quotum bijna gelijk aan de helft van de totale opbrengst van de hoofdelijke omslag. Over de jaren 1818-1848 varieerde het quotum van ( 197,60 tot 243,50 per jaar). Hiertegenover stond dat de heer invloed kon uitoefenen op de samenstelling van het plaatselijk bestuur en de benoeming van de dorpsfunctionarissen. De meeste heerlijke rechten en de plichten vervielen met de nieuwe grondwet van 1848.
Op 1 mei 1923 werd IJzendoorn bij de gemeente Echteld gevoegd.

### Evacuatie van het Rivierenland
Ochten en toenmalig burgemeester Henk Zomerdijk kwamen in februari 1995 in het nieuws doordat de dijk die het dorp beschermde tegen de Waal het dreigde te begeven. In allerijl is het dorp en de omgeving (waaronder IJzendoorn) geëvacueerd, maar de dijk kon tijdig versterkt worden. Na een week zakte het water weer.

## Sport
- Voetbalvereniging VV Uchta
- Tennisvereniging De Kleimeppers
- Schietsportvereniging Le Cartouche

## Wapen
De gemeente IJzendoorn heeft geen wapen gevoerd. Wel heeft de Hoge Raad van Adel op 7 oktober 1818 het wapen van de heerlijkheid bevestigd. De omschrijving luidt: 'Van rood, waarop drie blauwe palen, beladen met zilveren lampen, het hoofd van goud'. Met de blauwe banen met lampen wordt het heraldische 'vair' bedoeld. Een officieel vastgestelde gemeentevlag heeft de gemeente ook niet gehad. In de gemeenterekeningen wordt wel jaarlijks de post aangetroffen voor de gemaakte onkosten voor het vlaggen op feestdagen (verjaardagen van het Koninklijk Huis), maar hiervoor zal de Nederlandse vlag gebruikt zijn.

## Verkeer en vervoer
De belangrijkste verkeersaders voor IJzendoorn zijn de A15, N233 en de N323. Voor de Rijksweg 15 gebruikt men afrit 34 Echteld of afrit 35 Ochten. De N233 voor toegang tot de provincie Utrecht en de N323 naar het Land van Maas en Waal.
Iets ten oosten van IJzendoorn (Rkm 907,8) ligt een overnachtingshaven met een capaciteit van zestig schepen. Deze haven is aangelegd voor de professionele binnenvaart, maar wordt ook door de pleziervaart gebruikt.